# カリプソ (小惑星)
カリプソ (53 Kalypso) は、太陽系の火星と木星の間の小惑星帯にある、大型で非常に暗い小惑星のひとつ。
1858年4月4日にロベルト・ルターにより発見された。ギリシャ神話に登場するニンフ (精霊) の一人、カリプソにちなみ命名された。
土星の衛星にも同名の天体カリプソが存在する。